# Сундски мореуз
Сундски мореуз (инд. Selat Sunda), познат и као Сундски пролаз, релативно је плитки мореуз који раздваја индонежанска острва Суматру на северу од Јаве на југу, а спаја Индијски океан на западу и Јаванско море на истоку. У мореузу се налазе бројна вулканска острва од којих је свакако најпознатије острво Кракатау које је 1883. било поприште најснажније вулканске ерупције у модерној историји.
Мореуз је добио име по Сунданским племенима која чине изворно становништво Западне Јаве.
У мореузу се 1. марта 1942. десила велика поморска битка између морнарице САД и Аустралије са једне и јапанских бојних бродова предвођених адмиралом Кензабуро Харом.

## Географија
Сундски мореуз спаја Индијски океан на западу са Јавански морем на истоку. Мореуз се пружа у правцу североисток-југозапад и у том правцу се сужава у виду левка. Најјужа тачка је на улазу из Јаванског мора између рта Туа на Суматри и рта Пуџат на Јави. Дубина воде такође опада идући ка истоку, тако да на крајњем источном делу износи свега 20 метара. У плићим деловима чести су пешчани и корални спрудови, а плимски таласи имају велику снагу. Дуж јаванске обале налазе се и бројне мање нафтне платформе. 
Унутар мореуза се налазе бројна мања острва, од којих је већина вулканског порекла. Највећа острва су Сангјанг, Себеси, Себуку, Панајтан. Свакако најпознатије од њих је острво Кракатау које је 1883. било поприште најјаче вулканске ерупције у модерној историји. Цунами који је изазван ерупцијом те огромни облак пепела који је избио из вулкана у потпуности је променио топографију мореуза и околних обала. На околним територијама површине 1,1 милион км² око вулкана нагомилано је између 18 и 21 км³ игнимбрита. Нека од подручја која су опустошена никада се нису опоравила и дан данас су ненасељена. 
Иако је овај мореуз вековима био важна трговачка рута (посебно у периоду најинтензивније трговине зачинима коју је водила Холандска источноиндијска компанија од 1602. до 1799. на Молучким острвима) трговина у њему је данас доста отежана, посебно за бродове са већим газом. Већина бродова данас користи алтернативне правце, посебно Малајски мореуз.

## Битка за Сундски мореуз
Дана 1. марта 1942. битка за Сундски мореуз, део веће битке у Јаванском мору, одвила се кад су се савезничке снаге са крстарицама ХМАС Перт и УСС Хјустон бориле са јапанским амфибијски десантним снагама близини Бантама, под командом адмирала Кензабуро Харе. Те снаге су обухватале лаку крстарицу и једанаест разарача, четири тешке крстарице и лаки носач авиона. Две савезничке крстарице су потопљене, док су јапански миноловац и један транспортни брод потопљени пријатељском ватром.

## Сундски мост
Током шездесетих година прошлог века по први пут се јавила идеја о премошћавању Сундског мореуза и спајању Јаве са Суматром. Идеја је због недостатка финансијских средстава убрзо напуштена, али је поново доспела у жижу интересовања током деведесетих година. Конкретан план будућег моста сачињен је у октобру 2007, а према пројектном плану требало би да мост има дужину од 28 километара са висином од 70 метара изнад нивоа мора. Мост ће да се ослања на стубове чији размак не би требало да буде већи од 3 километра. Почетак радова се очекивао током 2014. године уз услов да се обезбеде неопходна финансијска средства од око 10 милијарди америчких долара.
Споразум је потписан у априлу 2012. са Кинеском железничком грађевинском корпорацијом за путни и двоколосечни железнички мост са вредношћу од 11 милијарди долара. Међутим, у новембру 2014. године, нова влада председника Јоко Видода је одложила планове за изградњу моста.